# كارلو بيانكي
كارلو بيانكي (بالإنجليزية: Carlo Bianchi)‏ (و. 1912 – 1944 م) هو مهندس، من مملكة إيطاليا، ولد في ميلانو، توفي عن عمر يناهز 32 عاماً.